# زمین‌لرزه ۲۰۰۹ گوررو
زمین‌لرزه گوررو  در تاریخ ۲۷ آوریل ۲۰۰۹ میلادی، برابر با ‎۷ اردیبهشت ۱۳۸۸، ساعت ۱۶:۴۶:۲۸٫۵۷ به زمان یوتی‌سی در مکزیک ، منطقه چیلپانسینگو رخ داد.ژرفای این زلزله ۳۵ کیلومتر بود. بزرگی آن ۵٫۸ در مقیاس Mw بدست آمده‌است.